# Simon Geschke
Simon Geschke (ur. 13 marca 1986 w Berlinie) – niemiecki kolarz szosowy, zawodnik należącej do dywizji UCI WorldTeams drużyny Cofidis, Solutions Crédits.

## Najważniejsze osiągnięcia
2011
- 1. miejsce na 2. etapie Critérium International

2012
- 2. miejsce w Volta Limburg Classic

2014
- 1. miejsce w GP Kanton Aargau Gippingen

2015
- 1. miejsce na 17. etapie Tour de France

2019
- 1. miejsce w klasyfikacji górskiej Tour de Pologne

2022
- 3. miejsce w Tour de Romandie
- 3. miejsce w mistrzostwach Niemiec (start wspólny)